# Чифір
Чифір — напій, що виготовляється шляхом виварювання висококонцентрованої заварки чаю. Має стимулюючий ефект, практично є наркотичним засобом, що викликає залежність. Іноді «чифіром» у переносному значенні називають міцно заварений чай, щоб підкреслити його міцність. Традиційно вважається тюремним напоєм.

## Походження назви
Існує декілька версій щодо походження назви:
- від слова «чихірь» — міцного кавказького вина[1];
- від сибірського діалектного слова «чихірь», що означає зіпсоване вино, яке скисло, або будь-яку дурманячу речовину темного кольору за походженням[2];
- від слова «чагир», яким у Східному Сибіру називались чайні сурогати[3].

## Чифір у тюрмах
Приготування і вживання чифіру пов'язане з великою кількістю тюремних звичаїв. У тюрмах його вживають зазвичай 2-4 рази на день.
Деякі в'язні після тривалого часу перебування у тюрмах не можуть позбутися звички й продовжують пити чифір навіть після звільнення. При різкому припиненні вживання в такої людини виникає гостре бажання знову випити чайної настоянки.